# Marie de Coucy (Königin)
Marie de Coucy († 1284) war eine französische Adlige. Als zweite Frau des schottischen Königs Alexander II. war sie ab 1239 schottische Königin.

## Herkunft
Marie de Coucy entstammte dem französischen Adelsgeschlecht Boves. Sie war die älteste Tochter von Enguerrand III. de Coucy und von dessen dritten Frau Marie de Montmirail. Ihr Vater war ein einflussreicher Adliger aus der Picardie, über ihn war sie eine Ururenkelin des französischen Königs Ludwig VI.

## Heirat mit dem schottischen König
Johanna von England, die erste Frau von Alexander II., war 1238 gestorben, so dass der bislang kinderlose König aus dynastischen Gründen dringend erneut heiraten musste. Offenbar erneuerte er seine Kontakte nach Frankreich, mit dem Schottland zu Beginn seiner Herrschaft von 1216 bis 1217 verbündet gewesen war. Während dieser Zeit hatten Schottland und ein französisches Heer die englischen Barone unterstützt, die im Ersten Krieg der Barone gegen König Johann Ohneland rebelliert hatten. Vermutlich hatte Alexander II. dabei Maries Vater getroffen, der dem französischen Heer in England angehört hatte. Eine schottische Gesandtschaft unter der Führung von Walter Fitzalan und dem Kanzler William of Bondington reiste nach Frankreich, wo bis Anfang 1239 die Heiratsverhandlungen geführt wurden. Dann wurde die junge Marie als Braut des damals vierzigjährigen Alexander II. nach Schottland gebracht, wo am 15. Mai 1239 in Roxburgh die Hochzeit stattfand. Die Heirat des schottischen Königs mit einer Angehörigen des französischen Hochadels weckte Erinnerungen an das frühere französisch-schottische Bündnis und bekräftigte damit die Unabhängigkeit Schottlands von England. Sie steigerte aber auch die Spannungen zwischen England und Schottland, die schließlich 1244 fast zu einem neuen englisch-schottischen Krieg führten.

## Königin von Schottland
Der englische Chronist Matthew Paris lobte Marie für ihre Schönheit. Über ihren kulturellen Einfluss auf den schottischen Königshof ist allerdings wenig bekannt. Ihr Kanzler Master Richard Vairement stammte vermutlich aus dem in der Nähe von Coucy gelegenen Vermand, und ihr Neffe Enguerrand de Guines, der 1311 ihren Bruder beerbte, heiratete um 1280 Christiana de Lindsay, womit er zu einem einflussreichen schottischen Magnaten aufstieg. Das wichtigste Ergebnis der Ehe war allerdings die Geburt des Thronfolgers Alexander 1241, der allerdings das einzige Kind der Ehe blieb.

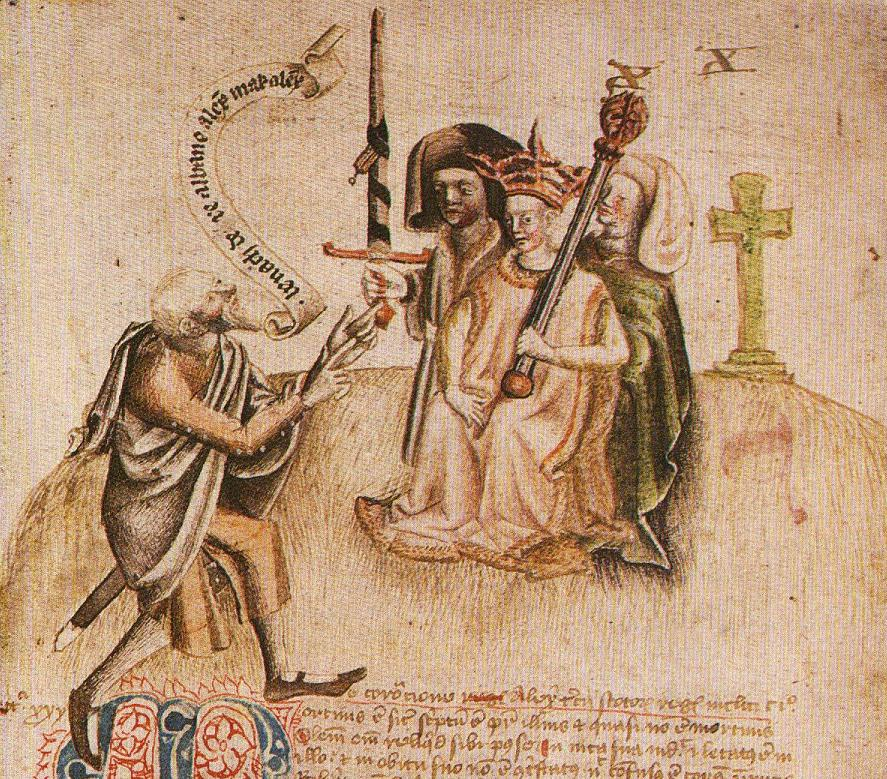
Die Inthronisation von Maries Sohn Alexander III.

## Rolle als Königinmutter während der Herrschaft ihres Sohnes
Unmittelbar nach dem Tod ihres Mannes 1249 wurde Maries junger Sohn als Alexander III. zum schottischen König erhoben. In der politisch unruhigen Zeit seiner Minderjährigkeit versuchte Marie offensichtlich nicht, politischen Einfluss zu nehmen. Nach Angaben von Matthew Paris standen ihr als Königinmutter ein Drittel der Einkünfte der schottischen Krone zu, womit sie jährliche Einkünfte zwischen 4000 und 7000 Mark gehabt hatte. Am 19. Juni 1250 nahm sie in Dunfermline Abbey an der Überführung der Reliquien der heiligen Margarete teil. Im Oktober 1250 reiste sie nach Frankreich, doch Ende 1251 kehrte sie mit großem Gefolge nach Schottland zurück. In York nahm sie am 26. Dezember an der Hochzeit ihres Sohnes Alexander III. mit der englischen Königstochter Margarete teil. In den nächsten Jahren lebte sie aber offensichtlich vorwiegend wieder in Frankreich. Ohne Zweifel begrüßte die Familie Comyn, das während der Minderjährigkeit des Königs führende schottische Adelsgeschlecht, ihre Abwesenheit, da die Familie dadurch stärkeren Einfluss auf den jungen König hatte. Allerdings wurde auch in Frankreich Maries Hilfe benötigt, nachdem Maries jüngerer Bruder Enguerrand IV. de Coucy 1250 die Familienbesitzungen geerbt hatte. Als ungestümer und unbesonnener Grundherr hatte er ohne ordentliches Verfahren drei junge Adlige hingerichtet, die ohne Erlaubnis in seinen Wäldern gejagt hatten. Daraufhin ließ ihn König Ludwig IX. 1256 gefangen nehmen. Wohl um den französischen König zu besänftigen, heiratete Marie Anfang 1257 in zweiter Ehe Jean de Brienne, den Großmundschenk von Frankreich. Das Paar machte 1257 einen kurzen Besuch in Schottland, und im September 1258 wurden beide zu Mitgliedern des schottischen Regentschaftsrats ernannt, der für den minderjährigen König die Regierung ausübte. Dies hatte jedoch nur formale Bedeutung, denn politisch blieben Marie und ihr Mann in Schottland ohne große Bedeutung,  zumal sie wahrscheinlich hauptsächlich weiter in Frankreich lebten. 1268 trennte sich Marie von Jean de Brienne und kehrte nach Schottland zurück. Ihr Sohn erlaubte ihr, nach Belieben in Schottland zu leben, während Jean de Brienne eine Abfindung sowie eine jährliche Pension von 500 Mark erhielt. Von Maries weiterem Leben ist nur wenig bekannt. 1276 erhielt sie von der englischen Regierung freies Geleit, um eine Wallfahrt nach Canterbury zu unternehmen. Ihr genaues Todesdatum ist unbekannt, sie starb nicht in Schottland, sondern wahrscheinlich in Frankreich. Ihr zweiter Ehemann Jean de Brienne überlebte sie und starb erst 1296.

## Nachkommen
Aus ihrer Ehe mit Alexander II. von Schottland hatte Marie einen Sohn:
- Alexander III. (1241–1286)

Ihre zweite Ehe mit Jean de Brienne blieb kinderlos.